# Barton Gate
Barton Gate – wieś w Anglii, w hrabstwie Staffordshire. Leży 26 km na wschód od miasta Stafford i 178 km na północny zachód od Londynu.